# Themus niisatoi
Themus niisatoi is een keversoort uit de familie soldaatjes (Cantharidae). De wetenschappelijke naam van de soort werd in 1989 gepubliceerd door Sato & Takahashi.